# 진천 정송강사
진천 정송강사(鎭川 鄭松江祠)는 충청북도 진천군 문백면 봉죽리에 있는, 조선 전기 문신이며 시인인 송강 정철(1536∼1593) 선생의 위패를 모시고 있는 사당이다. 1976년 12월 20일 충청북도의 기념물 제9호로 지정되었다.

## 개요
조선 전기 문신이며 시인인 송강 정철(1536∼1593) 선생의 위패를 모시고 있는 사당이다.
선생은 정치인보다 시인으로서 천부적인 재질을 나타냈는데, 관찰사로 재직하면서 『관동별곡』, 『훈민가』, 『성산별곡』 등을 지었고 낙향한 뒤에는 『사미인곡』, 『속미인곡』 등 많은 가사와 단가를 남겼다.
이 사당은 경기도 고양에 있던 정철의 묘를, 현종 6년(1665) 송시열 선생이 정한 현 자리로 옮기면서 지은 건물이다. 지금 있는 것은 규모가 너무 작아 1979년 새로 지은 것이다.
사당은 앞면 3칸·옆면 2칸 규모이며 지붕은 옆면에서 볼 때 사람 인(人)자 모양의 맞배지붕으로 꾸몄다.
현재 이곳에는 선생의 유품인 은배(銀杯), 옥배(玉杯)를 보관하고 있으며, 사당 남쪽에는 송강의 묘소와 시비 그리고 비각이 있다.

## 참고 문헌
- 진천 정송강사 - 국가유산청 국가유산포털